# مارکو پودراشچانین
مارکو پودراشچانین (به انگلیسی: Marko Podraščanin) (زاده ۲۹ اوت ۱۹۸۷ در نووی ساد) بازیکن والیبال اهل صربستان که عضو تیم ملی والیبال صربستان است. مارکو در لیگ جهانی ۲۰۰۸ به عنوان بهترین مدافع روی تور انتخاب شد.